# Sastavi momčadi na SP u košarci 2010.

## Skupina A

### Angola
| Ime i prezime      | Klub                     |
| ------------------ | ------------------------ |
| Domingos Bonifacio | Recreativo Libolo        |
| Olimpio Cipriano   | Recreativo Libolo        |
| Roberto Fortes     | Petróleos Luanda         |
| Vladimir Geronimo  | Primeiro de Agosto       |
| Miguel Lutonda     | Primeiro de Agosto       |
| Carlos Almeida     | Primeiro de Agosto       |
| Felizardo Ambrosio | Primeiro de Agosto       |
| Carlos Morais      | Primeiro de Agosto       |
| Leonel Paulo       | Recreativo Libolo        |
| Joaquim Gomes      | Primeiro de Agosto       |
| Divaldo Mbunga     | Montana State University |
| Eduardo Mingas     | Primeiro de Agosto       |
| Luís Magalhães     |                          |

### Argentina
| Ime i prezime        | Klub                       |
| -------------------- | -------------------------- |
| Luis Scola           | Houston Rockets            |
| Pablo Prigioni       | Real (Madrid)              |
| Román González       | Asociación Atlética Quimsa |
| Fabricio Oberto      | Washington Wizards         |
| Juan Pedro Gutiérrez | Obras Sanitarias           |
| Luis Cequeira        | Obras Sanitarias           |
| Carlos Delfino       | Milwaukee Bucks            |
| Paolo Quinteros      | CAI Zaragoza               |
| Leo Gutiérrez        | Peñarol Mar del Plata      |
| Marcos Mata          | Peñarol Mar del Plata      |
| Hernán Jasen         | Asefa Estudiantes          |
| Federico Kammerichs  | Regatas                    |
| Sergio Hernández     |                            |

### Australija
| Ime i prezime    | Klub                   |
| ---------------- | ---------------------- |
| Damian Martin    | Perth Wildcats         |
| Patrick Mills    | Portland Trail Blazers |
| Adam Gibson      | Gold Coast Blaze       |
| Joe Ingles       | CB Granada             |
| Brad Newley      | Lietuvos Rytas         |
| Steven Marković  | Crvena zvezda          |
| David Barlow     | CAI Zaragoza           |
| Mark Worthington | Brose Baskets          |
| Aron Baynes      | EWE Baskets            |
| David Andersen   | Toronto Raptors        |
| Matt Nielsen     | Olympiakos             |
| Aleks Marić      | Panathinaikos          |
| Brett Brown      |                        |

### Jordan
| Ime i prezime  | Klub                       |
| -------------- | -------------------------- |
| Fadel Al-Nahar | Applied Science University |
| Rašeim Wright  | Zain                       |
| Zaid Abas      | Shangai Sharks             |
| Mousa Al-Avadi | Zain                       |
| Muhamed Hamdan | Zain                       |
| Enver Subzokov | Zain                       |
| Sam Daglas     | Zain                       |
| Vesam Al-Sous  | Aramex                     |
| Džamal Majtah  | Zain                       |
| Zaid Al-Kas    | Zain                       |
| Islam Abas     | Applied Science University |
| Aman Idais     | Orthodox                   |
| Mário Palma    |                            |

### Njemačka
| Ime i prezime          | Klub                 |
| ---------------------- | -------------------- |
| Demond Greene          | FC Bayern München    |
| Steffen Hamann         | FC Bayern München    |
| Heiko Schaffartzik     | Türk Telekom B.K.    |
| Lucca Staiger          | ALBA Berlin          |
| Per Günther            | Ratiopharm Ulm       |
| Robin Benzing          | Ratiopharm Ulm       |
| Elias Harris           | Gonzaga University   |
| Jan-Hendrik Jagla      | Asseco Prokom Gdynia |
| Philipp Schwethelm     | Eisbären Bremerhaven |
| Tim Ohlbrecht          | Telekom Baskets      |
| Tibor Pleiß            | Brose Baskets        |
| Christopher McNaughton | EWE Baskets          |
| Dirk Bauermann         |                      |

### Srbija
| Ime i prezime     | Klub                       |
| ----------------- | -------------------------- |
| Stefan Marković   | Pallacanestro Treviso      |
| Ivan Paunić       | Aris                       |
| Aleksandar Rašić  | Partizan                   |
| Miloš Teodosić    | Olympiakos                 |
| Milenko Tepić     | Panathinaikos              |
| Nemanja Bjelica   | Caja Laboral               |
| Marko Kešelj      | Olympiakos                 |
| Milan Mačvan      | Hemofarm                   |
| Duško Savanović   | Power Electronics Valencia |
| Novica Veličković | Real (Madrid)              |
| Nenad Krstić      | Oklahoma City Thunder      |
| Kosta Perović     | Barcelona                  |
| Dušan Ivković     |                            |

## Skupina B

### Brazil
| Ime i prezime        | Klub                 |
| -------------------- | -------------------- |
| Marcelo Machado      | Flamengo             |
| Nezinho dos Santos   | Universo de Brasília |
| Murilo Becker        | São José             |
| Raul Togni Neto      | Minas                |
| Alex Garcia          | Universo de Brasília |
| Marcelo Huertas      | Caja Laboral         |
| Leandro Barbosa      | Toronto Raptors      |
| Anderson Varejão     | Cleveland Cavaliers  |
| Guilherme Giovannoni | Universo de Brasília |
| João Paulo Batista   | Le Mans              |
| Marquinhos           | EC Pinheiros         |
| Tiago Splitter       | San Antonio Spurs    |
| Rubén Magnano        |                      |

### Hrvatska
| Ime i prezime    | Klub                   |
| ---------------- | ---------------------- |
| Roko Ukić        | Fenerbahçe Ülker       |
| Davor Kus        | Pallacanestro Treviso  |
| Marko Popović    | UNIKS (Kazan)          |
| Bojan Bogdanović | Cibona                 |
| Rok Stipčević    | Cibona                 |
| Marko Tomas      | Fenerbahçe Ülker       |
| Zoran Planinić   | Himki                  |
| Luka Žorić       | Zagreb                 |
| Krešimir Lončar  | Himki                  |
| Marko Banić      | Bilbao Berri           |
| Ante Tomić       | Real (Madrid)          |
| Lukša Andrić     | Galatasaray Café Crown |
| Josip Vranković  |                        |

### Iran
| Ime i prezime      | Klub                    |
| ------------------ | ----------------------- |
| Mousa Nabipour     | Azad University Tehran  |
| Aren Davoudi       | Zob Ahan Isfahan        |
| Džavad Davari      | Petrochimi Bandar Imam  |
| Medi Kamrani       | Mahram Tehran           |
| Saman Veisi        | Shahrdari Gorgan        |
| Iman Zandi         | Louleh a.s. Bond Shiraz |
| Muhamed Hasanzadeh | Saba Mehr Qazvin        |
| Ošin Sahakian      | Zob Ahan Isfahan        |
| Arsalan Kazemi     | Rice University         |
| Ašgar Kardoust     | Azad University Tehran  |
| Saeid Davarpanah   | Petrochimi Bandar Imam  |
| Hamed Hadadi       | Memphis Grizzlies       |
| Veselin Matić      |                         |

### SAD
| Ime i prezime     | Klub                   |
| ----------------- | ---------------------- |
| Chauncey Billups  | Denver Nuggets         |
| Stephen Curry     | Golden State Warriors  |
| Eric Gordon       | Los Angeles Clippers   |
| Andre Iguodala    | Philadelphia 76ers     |
| Derrick Rose      | Chicago Bulls          |
| Russell Westbrook | Oklahoma City Thunder  |
| Kevin Durant      | Oklahoma City Thunder  |
| Rudy Gay          | Memphis Grizzlies      |
| Danny Granger     | Indiana Pacers         |
| Lamar Odom        | Los Angeles Lakers     |
| Kevin Love        | Minnesota Timberwolves |
| Tyson Chandler    | Dallas Mavericks       |
| Mike Krzyzewski   |                        |

### Slovenija
| Ime i prezime   | Klub              |
| --------------- | ----------------- |
| Sani Bečirovič  | Olimpia (Milano)  |
| Goran Dragić    | Phoenix Suns      |
| Jaka Klobučar   | Partizan          |
| Jaka Lakovič    | Barcelona         |
| Samo Udrih      | Cibona            |
| Hasan Rizvić    | Union Olimpija    |
| Goran Jagodnik  | Hemofarm          |
| Boštjan Nachbar | Efes Pilsen       |
| Uroš Slokar     | Montepaschi Siena |
| Primož Brezec   | Milwaukee Bucks   |
| Gašper Vidmar   | Fenerbahçe Ülker  |
| Miha Zupan      | Trikala           |
| Memi Bečirovič  |                   |

### Tunis
| Ime i prezime       | Klub            |
| ------------------- | --------------- |
| Anis Hedidane       | Stade Nabeulien |
| Marouan Kečrid      | IR Tanger       |
| Nizar Knioua        | Stade Nabeulien |
| Marouen Lamar       | Club Africain   |
| Amine Rzig          | El Geiš         |
| Makrem Ben Romdhane | ÉS Sahel        |
| Naim Difalah        | Egypt Assurance |
| Muhamed Hdidane     | Stade Nabeulien |
| Atef Maoua          | JS Kairouanaise |
| Hamdi Bra           | ÉS Sahel        |
| Moktar Gijaza       | ES Rades        |
| Salah Mejri         | ÉS Sahel        |
| Adel Tlatli         |                 |

## Skupina C

### Grčka
| Ime i prezime          | Klub              |
| ---------------------- | ----------------- |
| Kostas Kaimakoglou     | Panathinaikos     |
| Ioannis Bourousis      | Olympiakos        |
| Nikolaos Zisis         | Montepaschi Siena |
| Vassilis Spanoulis     | Olympiakos        |
| Nick Calathes          | Panathinaikos     |
| Antonis Fotsis         | Panathinaikos     |
| Georgios Printezis     | Unicaja           |
| Stratos Perperoglou    | Panathinaikos     |
| Kostas Tsartsaris      | Panathinaikos     |
| Dimitris Diamantidis   | Panathinaikos     |
| Ian Vougiouakas        | Panathinaikos     |
| Sofoklis Schortsanitis | Maccabi Tel Aviv  |
| Jonas Kazlauskas       |                   |

### Kina
| Ime i prezime  | Klub                      |
| -------------- | ------------------------- |
| Hu Ksuefeng    | Jiangsu Dragons           |
| Liu Vei        | Shangai Sharks            |
| Žang Kvingpeng | Liaoning Dinosaurs        |
| Vang Šipeng    | Guangdong Southern Tigers |
| Žu Fangiju     | Guangdong Southern Tigers |
| Sun Jue        | Beijing Olympians         |
| Li Ksiaoksu    | Liaoning Dinosaurs        |
| Ji Žianlian    | Washington Wizards        |
| Vang Lei       | Bayi Rockets              |
| Su Vei         | Guangdong Southern Tigers |
| Vang Žiži      | Bayi Rockets              |
| Du Feng        | Guangdong Southern Tigers |
| Bob Donewald   |                           |

### Obala Bjelokosti
| Ime i prezime        | Klub                     |
| -------------------- | ------------------------ |
| Pape-Philippe Amagou | Kavala                   |
| Errick Craven        | Clermont                 |
| Charles Abouo        | Brigham Young University |
| Issife Soumahoro     | Strasbourg               |
| Kinidinnin Konate    | Abidjan                  |
| Mouloukou Diabate    | Dijon                    |
| Ismaël N'Diaye       | Lauesanne                |
| Wilfrid Aka          | Paris-Levallois          |
| Jonathan Kale        | Phoenix Hagen            |
| Didier Tape          | Rodez-Aveyron            |
| Namori Meite         | Évreux                   |
| Mohamed Kone         | Lagun Aro GBC            |
| Randoald Dessarzin   |                          |

### Portoriko
| Ime i prezime         | Klub                    |
| --------------------- | ----------------------- |
| Peter John Ramos      | Fujian SBS Xunxing      |
| José Juan Barea       | Dallas Mavericks        |
| Filiberto Rivera      | Gallitos de Isabela     |
| Carlos Arroyo         | Miami Heat              |
| Carmelo Lee           | Vaqueros de Bayamón     |
| David Huertas         | Piratas de Quebradillas |
| Guillermo Diaz        | Pepsi Caserta           |
| Nathan Peavy          | Artland Dragons         |
| Ángel Daniel Vassallo | ASVEL Lyon-Villeurbanne |
| Renaldo Balkman       | Denver Nuggets          |
| Ricky Sánchez         | Cangrejeros de Santurce |
| Daniel Santiago       | Efes Pilsen             |
| Manolo Cintrón        |                         |

### Rusija
| Ime i prezime       | Klub                     |
| ------------------- | ------------------------ |
| Sergej Bikov        | CSKA (Moskva)            |
| Vitalij Fridzon     | Himki                    |
| Dmitrij Hvostov     | Dinamo (Moskva)          |
| Jevgenij Kolesnikov | Spartak (Petrograd)      |
| Anton Ponkrašov     | CSKA (Moskva)            |
| Jevgenij Voronov    | Krasnyje Krylja (Samara) |
| Viktor Hrjapa       | CSKA (Moskva)            |
| Sergej Monja        | Dinamo (Moskva)          |
| Andrej Voroncevič   | CSKA (Moskva)            |
| Aleksej Žukanenko   | Dinamo (Moskva)          |
| Aleksandr Kaun      | CSKA (Moskva)            |
| Timofej Mozgov      | New York Knicks          |
| David Blatt         |                          |

### Turska
| Ime i prezime    | Klub             |
| ---------------- | ---------------- |
| Cenk Akyol       | Efes Pilsen      |
| Sinan Güler      | Efes Pilsen      |
| Ömer Faruk Aşık  | Chicago Bulls    |
| Ömer Onan        | Fenerbahçe Ülker |
| Ersan İlyasova   | Milwaukee Bucks  |
| Semih Erden      | Boston Celtics   |
| Kerem Tunçeri    | Efes Pilsen      |
| Oğuz Savaş       | Fenerbahçe Ülker |
| Kerem Gönlüm     | Efes Pilsen      |
| Ender Arslan     | Efes Pilsen      |
| Barış Ermiş      | Banvitspor       |
| Hidayet Türkoğlu | Phoenix Suns     |
| Bogdan Tanjević  | /                |

## Skupina D

### Francuska
| Ime i prezime    | Klub                       |
| ---------------- | -------------------------- |
| Andrew Albicy    | Paris-Levallois Basket     |
| Yannick Bokolo   | BCM Gravelines             |
| Nando de Colo    | Power Electronics Valencia |
| Fabien Causeur   | Cholet                     |
| Edwin Jackson    | Rouen                      |
| Nicolas Batum    | Portland Trail Blazers     |
| Boris Diaw       | Charlotte Bobcats          |
| Mickaël Gelabale | Cholet                     |
| Alain Koffi      | Le Mans                    |
| Florent Piétrus  | Power Electronics Valencia |
| Ali Traore       | Lottomatica Roma           |
| Ian Mahinmi      | Dallas Mavericks           |
| Vincent Collet   |                            |

### Kanada
| Ime i prezime     | Klub                       |
| ----------------- | -------------------------- |
| Jermaine Anderson | Triumf Ljuberci            |
| Ryan Bell         | Espoon Honka               |
| Denham Brown      | Barangay Ginebra Kings     |
| Andy Rautins      | New York Knicks            |
| Jermaine Bucknor  | Aix-Maurienne              |
| Aaron Doornekamp  | Pepsi Caserta              |
| Olu Famutimi      | Oyak Renault               |
| Levon Kendall     | Maroussi                   |
| Kelly Olynyk      | Gonzaga University         |
| Jevohn Shepherd   | GiroLive Ballers Osnabrück |
| Joel Anthony      | Miami Heat                 |
| Robert Sacre      | Gonzaga University         |
| Leo Rautins       |                            |

### Libanon
| Ime i prezime   | Klub                               |
| --------------- | ---------------------------------- |
| Jean Abdel-Nour | Al Rijadi                          |
| Jackson Vroman  | Mahram Tehran                      |
| Ali Mahmoud     | Al Rijadi                          |
| Rony Fahed      | Tianjin Ronggang                   |
| Elie Rustom     | Al Moutahed                        |
| Elie Estephane  | Champville                         |
| Ali Kanaan      | University of Massachusetts–Lowell |
| Rodrigue Akl    | Al Rijadi                          |
| Ali Fakhredine  | Al Rijadi                          |
| Matt Freije     | Mets de Guaynabo                   |
| Galeb Rida      | Champville                         |
| Fadi El Katib   | Champville                         |
| Tab Baldwin     | /                                  |

### Litva
| Ime i prezime            | Klub                       |
| ------------------------ | -------------------------- |
| Mantas Kalnietis         | Žalgiris                   |
| Martynas Gecevičius      | Lietuvos Rytas             |
| Tomas Delininkaitis      | PAOK                       |
| Martynas Pocius          | Žalgiris                   |
| Renaldas Seibutis        | Bilbao Berri               |
| Simas Jasaitis           | Galatasaray Café Crown     |
| Jonas Mačiulis           | Olimpia (Milano)           |
| Linas Kleiza             | Toronto Raptors            |
| Paulius Jankūnas         | Žalgiris                   |
| Tadas Klimavičius        | Žalgiris                   |
| Martynas Andriuškevičius | Meridiano Alicante         |
| Robertas Javtokas        | Power Electronics Valencia |
| Kęstutis Kemzūra         |                            |

### Novi Zeland
| Ime i prezime      | Klub                 |
| ------------------ | -------------------- |
| Lindsay Tait       | Wellington Saints    |
| Michael Fitchett   | Nelson Giants        |
| Kirk Penney        | New Zealand Breakers |
| Mika Vukona        | New Zealand Breakers |
| Phill Jones        | Cairns Taipans       |
| Jeremy Kench       | Christchurch Cougars |
| Benny Anthony      | New Zealand Breakers |
| Pero Cameron       | Wellington Saints    |
| Thomas Abercrombie | New Zealand Breakers |
| Casey Frank        | Wellington Saints    |
| Craig Bradshaw     | VEF Riga             |
| Alex Pledger       | New Zealand Breakers |
| Nenad Vučinić      | /                    |

### Španjolska
| Ime i prezime         | Klub                       |
| --------------------- | -------------------------- |
| Fernando San Emeterio | Caja Laboral               |
| Rudy Fernández        | Portland Trail Blazers     |
| Ricky Rubio           | Barcelona                  |
| Juan Carlos Navarro   | Barcelona                  |
| Raúl López            | Himki                      |
| Felipe Reyes          | Real (Madrid)              |
| Víctor Claver         | Power Electronics Valencia |
| Fran Vázquez          | Barcelona                  |
| Sergio Llull          | Real (Madrid)              |
| Marc Gasol            | Memphis Grizzlies          |
| Álex Mumbrú           | Bilbao Berri               |
| Jorge Garbajosa       | Real (Madrid)              |
| Sergio Scariolo       |                            |